# Parhelia

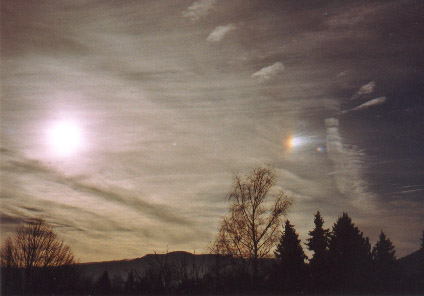
幻日

Parhelia（パフィリア）は、2002年にカナダのMatrox社が発表したPC用GPU、および同GPUを搭載した同名のビデオカードの名称である。parhelia とは「幻日」という自然現象を意味する英単語である。
本項ではGPUを「Parhelia-512」と呼称し、搭載ビデオカードを「Parhelia」と呼称する。また、同GPUの派生型である「Parhelia-LX」および搭載製品を本項で取り扱う。

## Parhelia-512

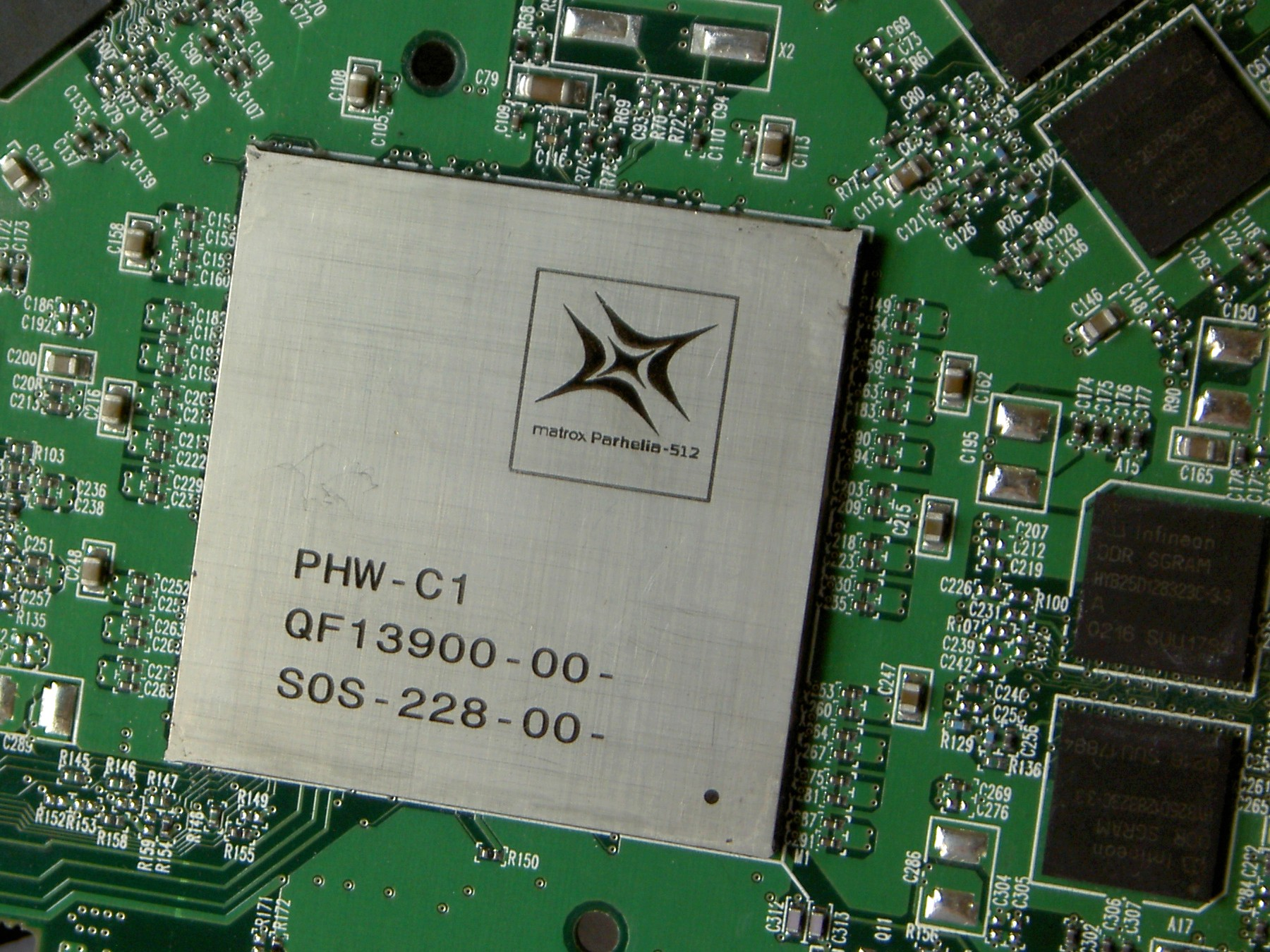
Parhelia-512(初期AGP4x型)

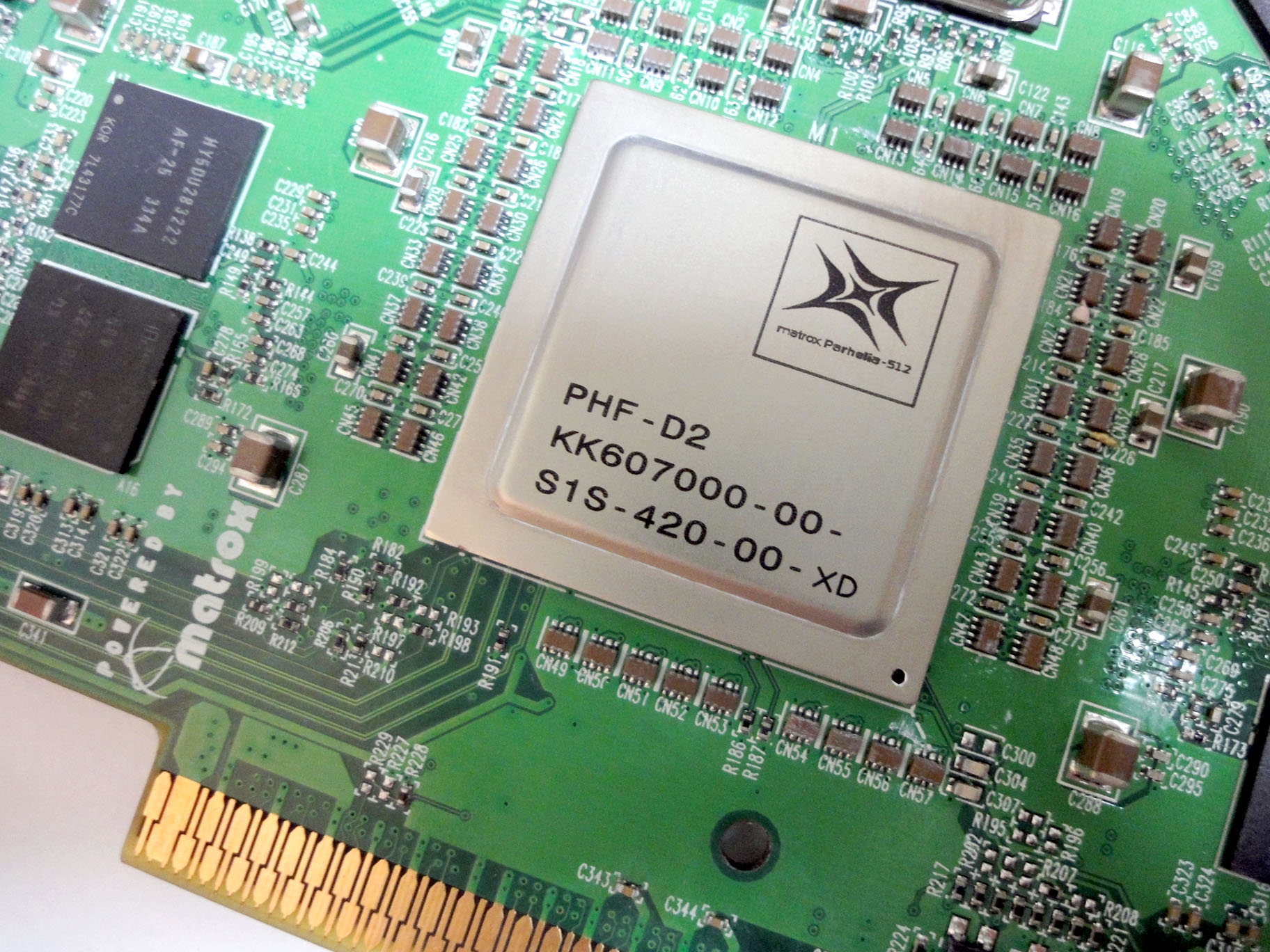
Parhelia-512(後期AGP8xおよびPCI型)

### Parhelia-512の概要
Parhelia-512は8,000万個のトランジスタで構成され、台湾UMC社の150nmプロセスルールで製造されるMatrox社のGPUである。
256bitグラフィックスコアと上下で独立した256bitのメモリバスを持ち、ビデオメモリ (VRAM) はDDR-SGRAMを256MBまでサポートする。DirectX (Direct3D) 8.1に対応。マイクロソフトから2002年末にDirectX 9.0が正式リリースされる前に、その機能の一部を先取りする形で実装しており、プログラマブルシェーダーユニットはPixel Shader 1.3（4基）とVertex Shader 2.0（4基）を搭載するが、DirectX 7の固定機能ハードウェアT&Lは搭載せず、Vertex Shaderユニットによるエミュレーションで対応する。またビデオ出力エンコーダと2基のRAMDACと統合し、2基のTMDSトランスミッタと1基の外部RAMDACもサポートする。インターフェースはAGP 4xに対応し、後にAGP 8x対応モデルも発売された。同社製品として初めて動画再生支援機能としてMCに対応している。
1999年のG400シリーズ以来、実に3年ぶりとなる同社の新GPUであることに加え、様々な独自機能と豪華な仕様で大きな話題を呼んだ。しかし実際に登場した製品は、高価な上に期待されたほどの3D処理性能が得られなかった。このため、当初はゲームユーザーを含めたエンドユーザーをターゲットにしていたものが、徐々に独自機能の活かせる産業向けへとシフトしていった。
結果的に現在のバリエーションとしてはAGP版中心の個人用途モデルよりもParheliaの高精度な2D機能を生かしたPCI版中心の産業用途モデルの方が圧倒的に多くなっているなど、MatroxのGPUビジネスが個人用途から産業用途にシフトする転機となったチップともいえる。

### Parhelia-512の代表機能
10bit Giga Color
色情報をRGB各色10bitで処理することで約10億色という色空間を実現する。
Triple Head
3台までのディスプレイに対応するマルチディスプレイ機能。画面解像度にして最大3,840×1,024ピクセルの表示が可能。
16x Fragment Antialias
画面中のモデルのエッジ部分を検出し、その近辺にのみ16×16精度のアンチエイリアスを行う。Full Screen Antialias (FSAA) と比較して、負荷を抑えながら高品質のAA処理を実現する。
Glyph Antialias
フォントへのガンマ補正によるテキストスムージング機能。

### Parheliaシリーズ

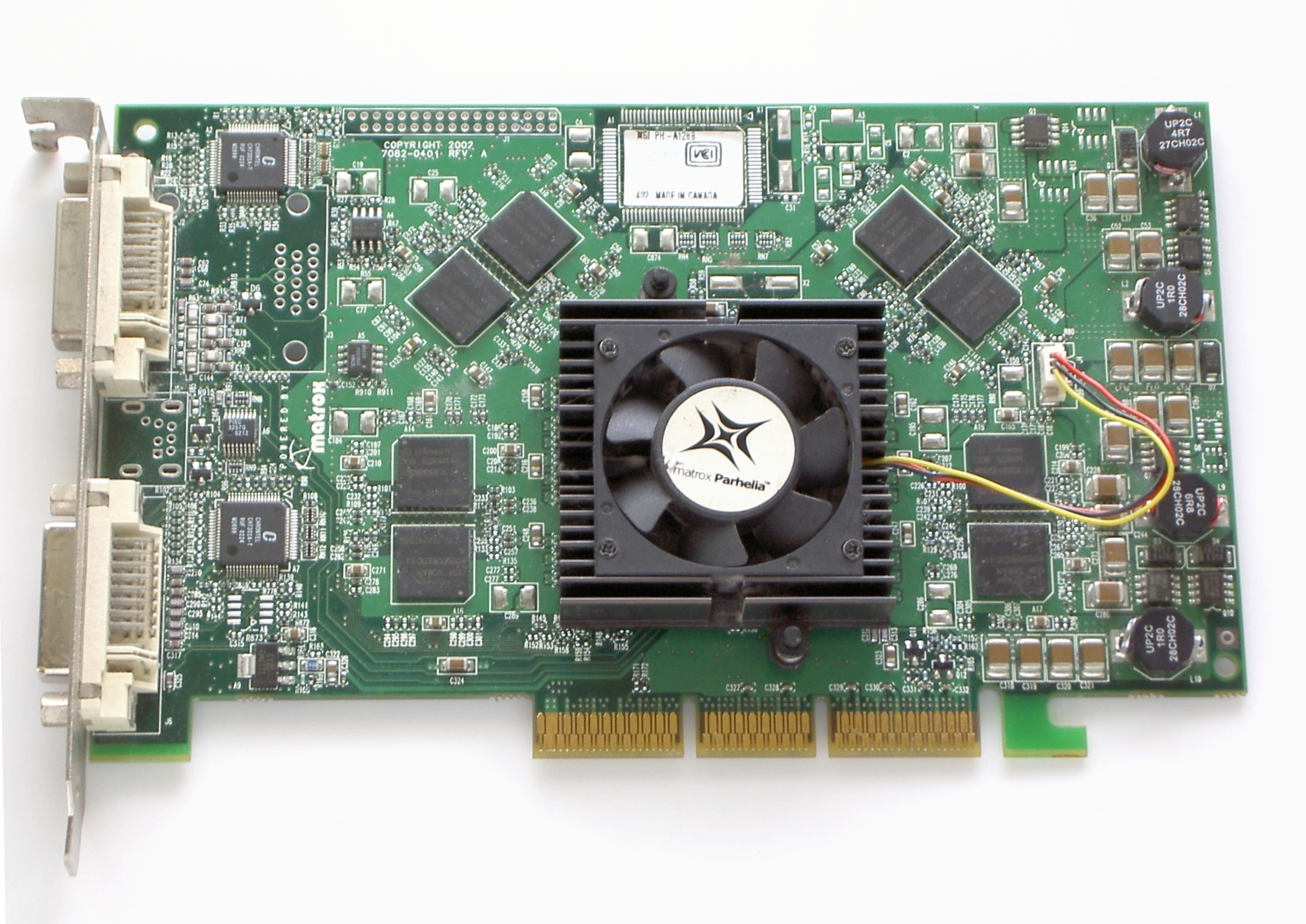
Parhelia AGP

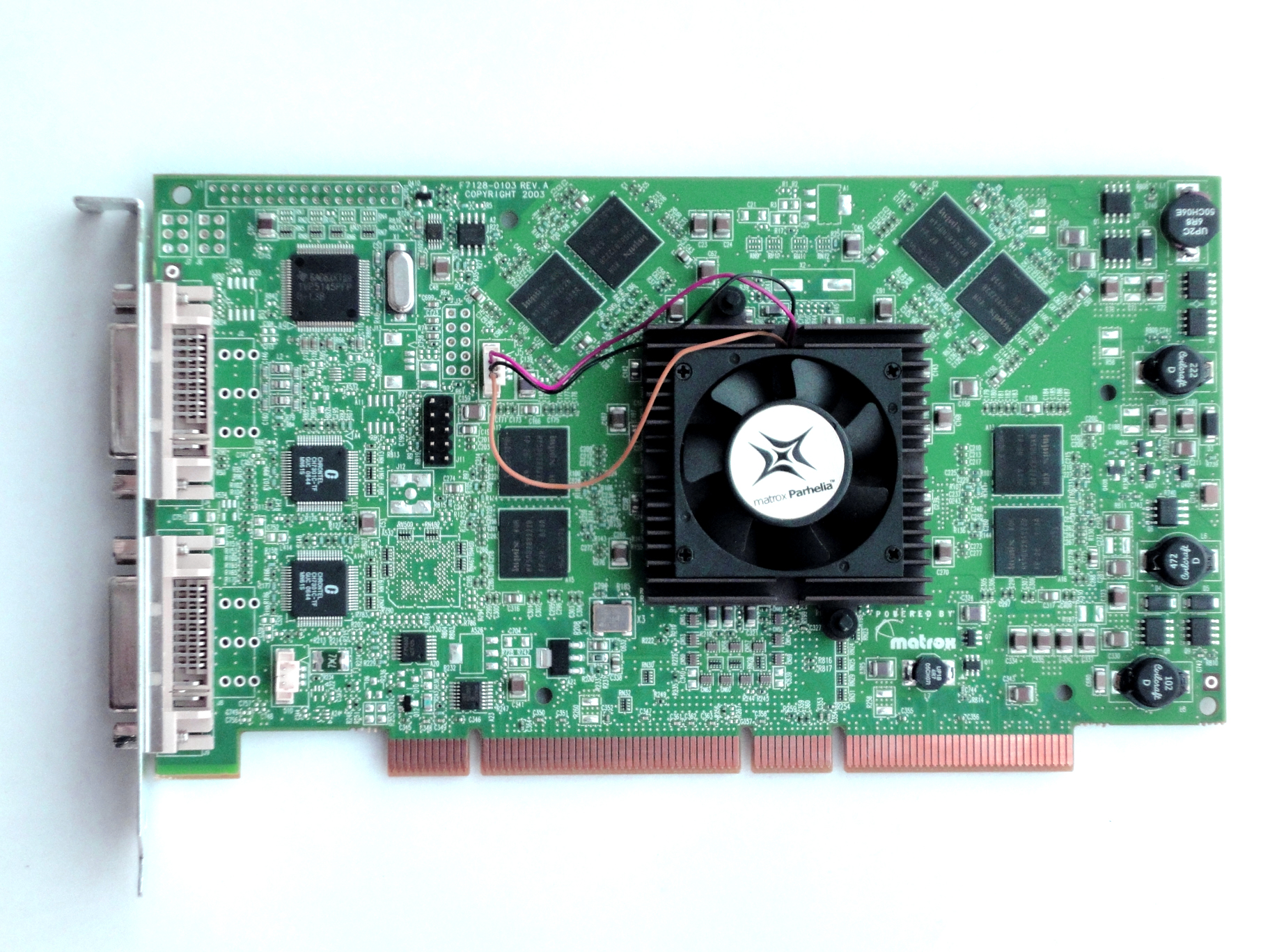
Parhelia PCI

Parhelia
初期モデルはAGP4xまでの対応だったが、後にAGP8xに対応したモデルがリテール版のみで発売された。
Triple Headまで対応する。
初期モデルにはFR (FirstRelease) 版と呼ばれる先行版とバルク版とリテール版が存在し、クロックが異なっている。
- FR版とバルク版のクロックはコア200 MHz/メモリ250 MHz
- リテール版のクロックはコア220 MHz/メモリ275 MHz

　(その後コアクロックを217MHzに抑えた物がリテール版に混入し、偽リテールという俗称で呼ばれている)
ビデオメモリ容量は128MBまたは256MB。
Parhelia PCI
ParheliaのPCI版。Triple Headまで対応する。
リテール版のみ。
派生版も含めすべてPCI-X対応となっておりワークステーション向けの色彩が強いなど、産業向けの基本モデルとなっている。
ビデオメモリ容量は256MB。
Parhelia DL256 PCI
PCI版をDual-link DVI対応とし、Apple Cinema Displayに対応するデジタル最大解像度2560×1600(WQXGA)までの高精細表示を可能としたもの。
ビデオメモリ容量は256MB。
Parhelia HR 256
PCI版をベースに約920万画素の超高解像度(3840×2400,QUXGA)に対応したもの。
ビデオメモリ容量は256MB。

### その他の搭載製品
QID Pro
PCI版をQuad Displayにまで対応させ、最大4モニタにまたがってオーバーレイ表示を可能としたもの。
ビデオメモリ容量は256MB。
その他産業用派生版
医療や金融証券・航空管制・衛星画像・GIS・公共広告等、各種産業向けの特殊用途モデルが多数存在する。
インターフェースにPCI-Xを採用しているモデルが多い。

### Parhelia-512のDirectX 9サポート
Parhelia-512の発表当時、最も注目されたのはVertex Shader 2.0およびハードウェアによるディスプレースメントマッピング (D-Map) といったDirectX 9の一部機能をサポートしている点であり、またMatrox社もその点を積極的にアピールしていた。本来、Vertex ShaderだけでなくPixel Shaderも2.0に対応していなければDirectX 9に完全に対応しているとは言えなかったが、D-Mapをはじめとするジオメトリプロセッシングに力を入れる同社は、トランジスタ個数を抑えるという目的からもParhelia-512のPixel Shaderを1.3で留める選択をした。しかしDirectX 9のリリース後、開発技術のトレンドはピクセルプロセッシングとなり、Parhelia-512は全く対応できなかった。
当初、同社はDirectX 9のリリース後に対応機能を有効化するデバイスドライバを提供すると告知していた。しかし、対応するアプリケーションソフトウェアがないとして徐々に消極的になる。そして、約束されたドライバがユーザーに一度も提供されないまま、今日に至っている。
なお、Microsoft Windows Vistaで採用された3Dグラフィカルユーザインタフェース (GUI) であるWindows Aeroについても、Pixel Shader 2.0が必須であり、Parhelia-512では対応不可能である。

## Parhelia-LX

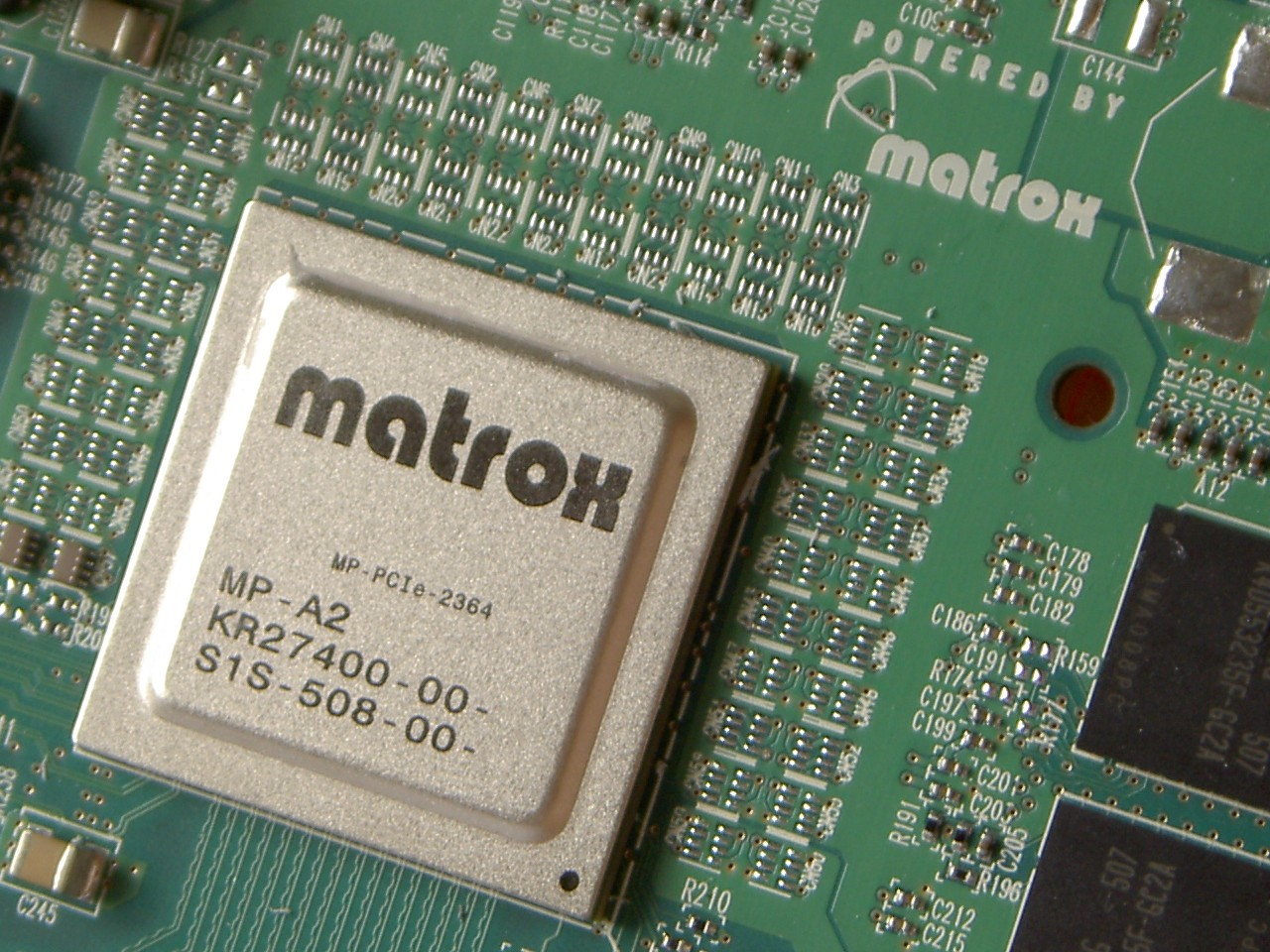
Parhelia-LX

### Parhelia-LXの概要

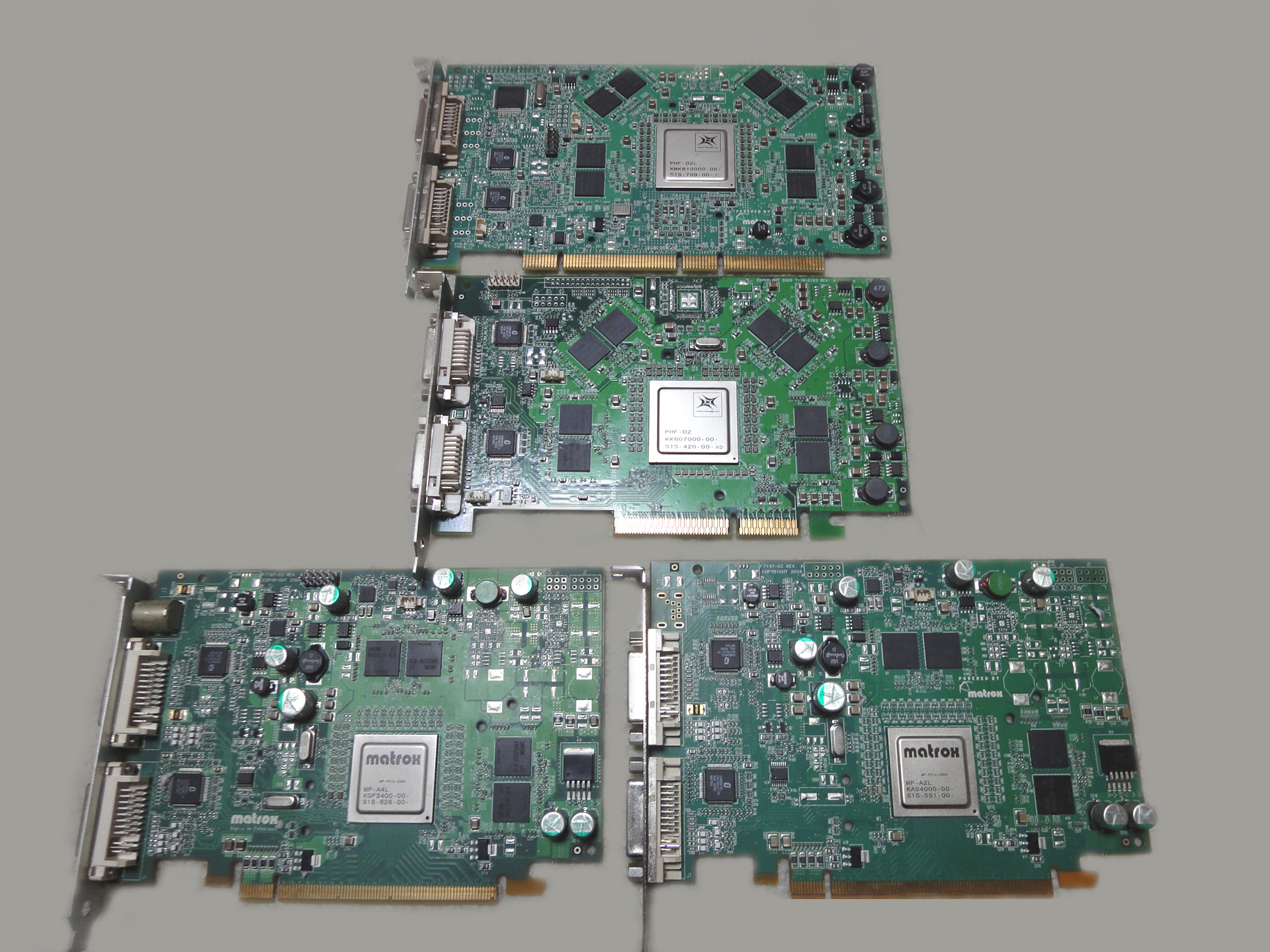
Parhelia-512(後期型)と
Parhelia-LXとの大きさ比較
LXコアが1回り小さい

Parhelia-LXはParhelia-512の廉価版として、2003年に発表された。Parhelia-512と比較してほとんど全ての描画ユニットを半減させ、さらにParhelia-512発表時にDirectX 9対応とされていた一部機能を無効化している(CD付属のDirectXは8.1である)。反面、マルチディスプレイ機能に関してはParhelia-512より改良が行なわれている。
Millenniumシリーズには従来のGシリーズに代わりPが冠せられており、その文字はParheliaを意味する。Parhelia-512がPCI版を中心に産業向け高画質の派生版を多く出したのに対し、こちらはPlusシリーズやQIDシリーズなど、主にマルチディスプレイ機能を中心とした派生版がリリースされているのが特徴である。
初期モデルはAGP 8x対応P650とP750の2製品のみだったが、PCI版のリリースを経て、2005年にPCI Express 16x対応版のP650 PCIeとParhelia APVeが発表された。また2007年にP650シリーズの再設計版として消費電力を抑えファンレス化したP690シリーズが発表され、Plusシリーズはビデオメモリを256MBに増強の上でオプションでQuadDisplayにまで対応している。

### Millennium P650シリーズ
Millennium P650
Dual Headまでの対応となる。AGP8xに対応。ビデオメモリ容量は64MB。
Millennium P650 Low-profile PCI
Dual Headまでの対応となる。ロープロファイルPCIに対応。ビデオメモリ容量は64MB。

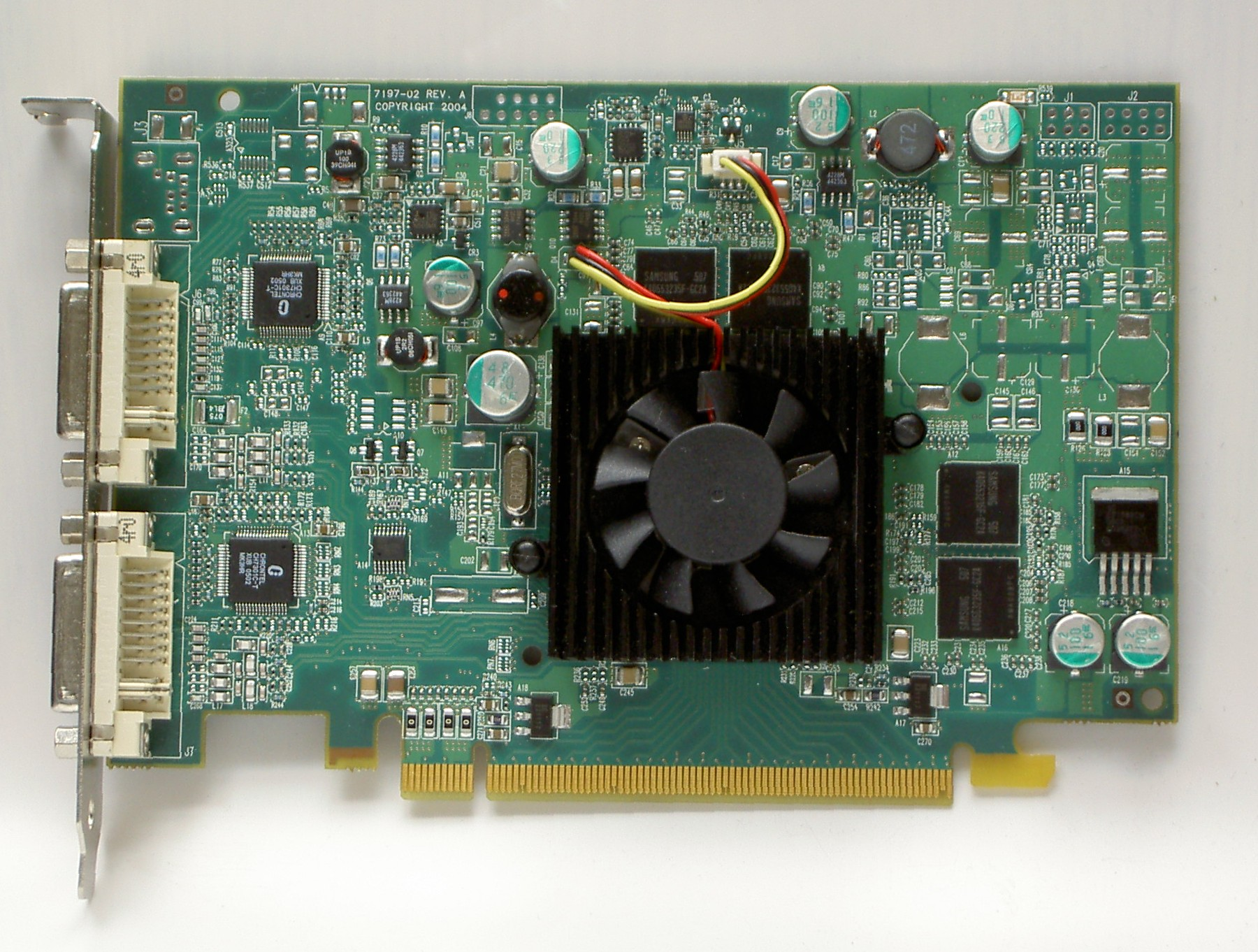
Millennium P650 PCIe
Dual Headまでの対応となる。PCI Expressに対応。ビデオメモリ容量は128MB。
Millennium P650 LP PCIe
Dual Headまでの対応となる。LowProfile PCI Expressに対応。ビデオメモリ容量は64MB。

### Millennium P750シリーズ

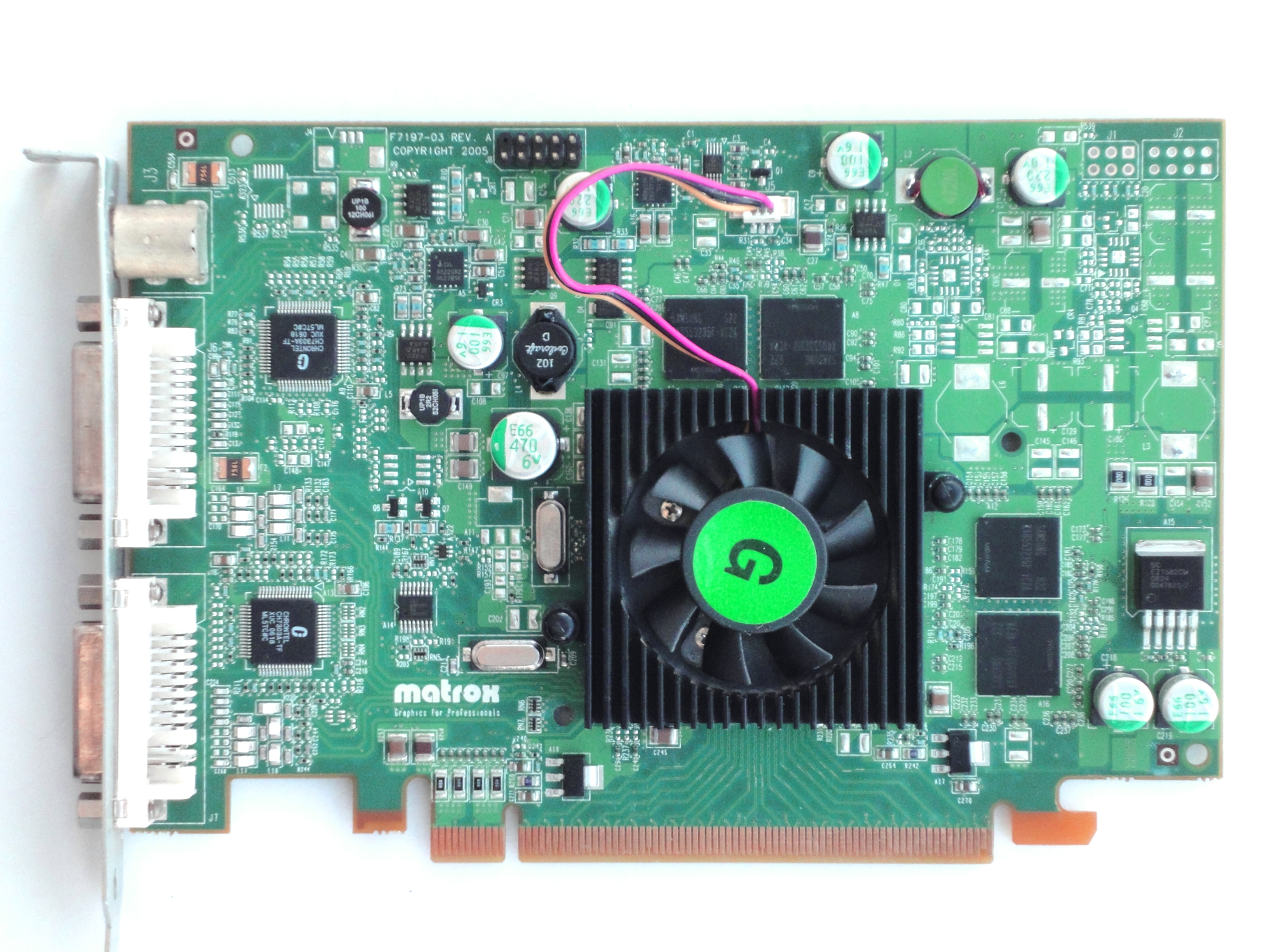
Parhelia AVPe

Millennium P750
Triple Headまで対応する。AGP8xに対応。ビデオメモリ容量は64MB。

### Parhelia APVeシリーズ
Parhelia APVe
Triple Headまで対応し、HDTV出力、Sビデオ/コンポジット入力を付与したモデル。PCI Expressに対応。ビデオメモリ容量は128MB。

### QIDシリーズ

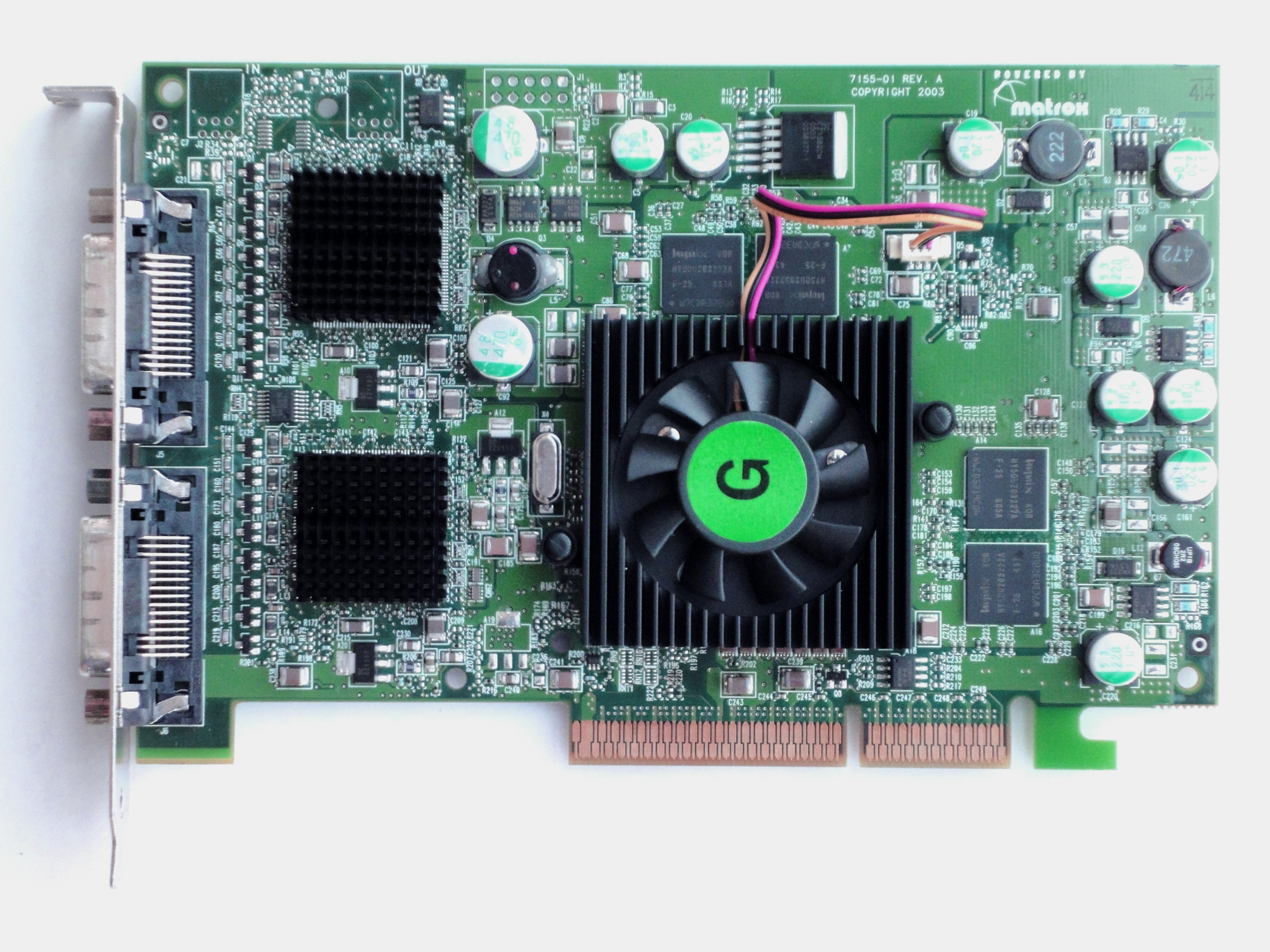
QID
Quad Displayにまで対応し、最大4モニタにまたがってオーバーレイ表示が可能。AGP8xに対応。ビデオメモリ容量は128MB。
QID LP PCI
Quad Displayにまで対応する。ロープロファイルPCIに対応。ビデオメモリ容量は128MB。
QID LP PCIe
Quad Displayにまで対応する。PCI Expressとロープロファイルに対応。ビデオメモリ容量は128MB。

### Millennium P690シリーズ
Millennium P690 PCIe x16
Dual Headまでの対応となる。PCI Express x16に対応。ビデオメモリ容量は128MB。

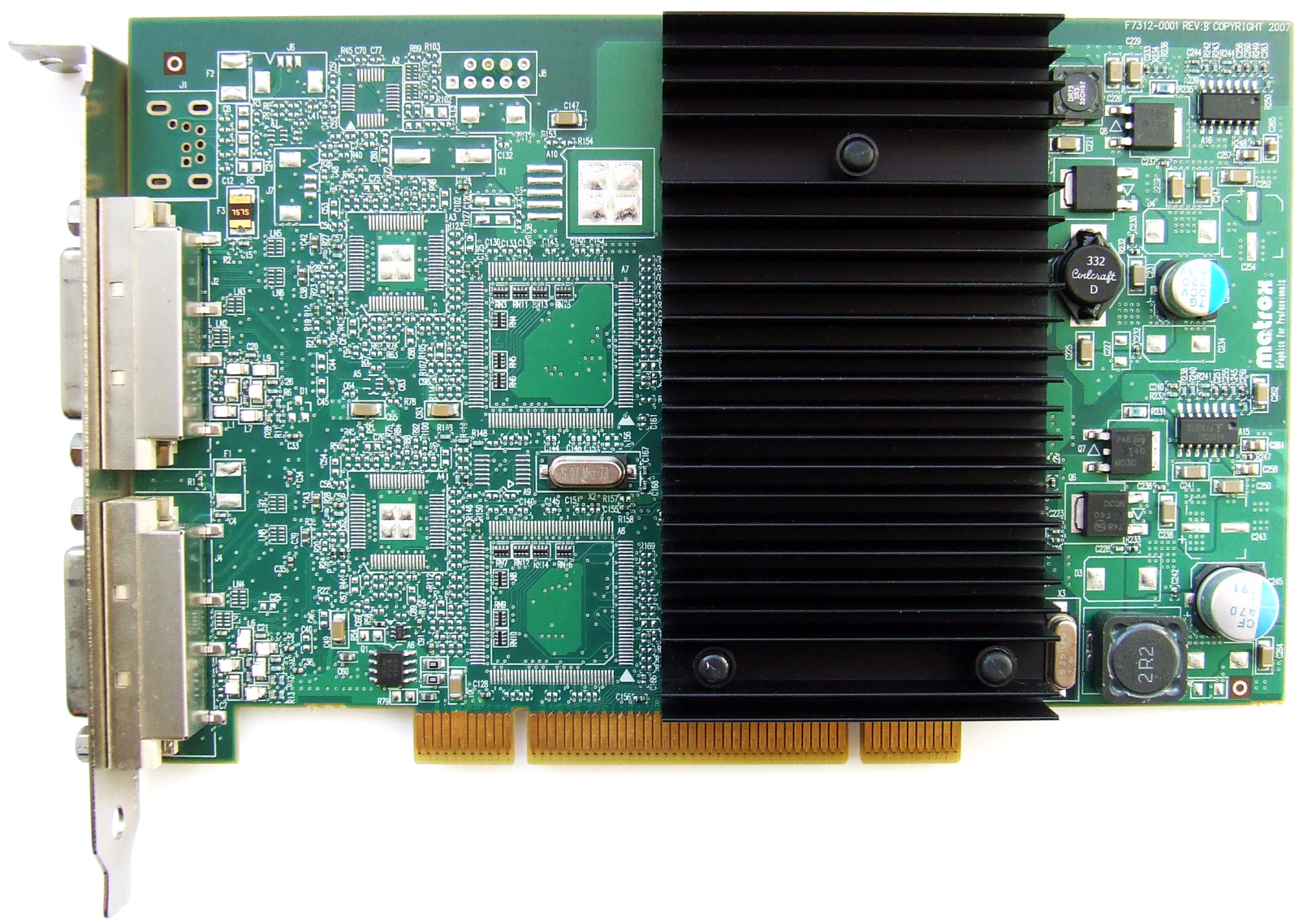
Millennium P690 PCI
Dual Headまでの対応となる。PCIに対応。ビデオメモリ容量は128MB。
Millennium P690 LP PCIe x16
Dual Headまでの対応となる。ロープロファイルとPCI Express x16に対応。ビデオメモリ容量は128MB。
Millennium P690 PCIe x1
Dual Headまでの対応となる。ロープロファイルとPCI Express x1に対応。ビデオメモリ容量は128MB。
Millennium P690 Plus LP PCIe x16
オプションでQuad Displayにまで対応する。ロープロファイルとPCI Express x16に対応。ビデオメモリ容量は256MB。
Millennium P690 Plus LP PCI
オプションでQuad Displayにまで対応する。ロープロファイルとPCIに対応。ビデオメモリ容量は256MB。

### 関連製品
Millennium P650 AGP TripleHead Upgrade Kit
P650 AGPをTripleHead対応およびDualHead+TV出力にアップグレードできる出力ケーブル(P650 AGP専用,購入にシリアル№要)。Matroxの直販サイトで販売されているが、日本国内では発売されていない。
Millennium P690 Plus, M9120 Plus Quad-monitor Upgrade Cable (CAB-L60-4XAF)
P690 PlusM, 9120 PlusをQuad Displayにアップグレードできる出力ケーブル(P690 Plus, M9120 Plus専用)。

## Parheliaシリーズの表示機能
ParheliaシリーズはG400シリーズで採用されたDual Head機能を拡張したTriple Head機能を搭載する。G400シリーズのDual Headと比較し、DVI出力解像度の向上、セカンダリでもハードウェアアクセラレーション機能が使用可能などの強化がされている。いずれのモードでもセカンダリとしてTV出力を使用可能。
さらに業務用の上位機種であるQIDシリーズ（QIDとは「Quad Information Display」の意味である）ではQuad Display機能により4画面までをサポートしている。
| モード        | 機能                                                                             | 備考                              |
| ------------- | -------------------------------------------------------------------------------- | --------------------------------- |
| Clone         | プライマリと同じ画面をセカンダリに表示する。                                     |                                   |
| Multi Display | 複数のディスプレイで単一または独立したデスクトップを表示する。                   |                                   |
| Zoom          | プライマリで指定した任意の箇所をセカンダリに任意の倍率でフルスクリーン表示する。 | アンチエイリアス表示が可能。      |
| DVD MAX       | プライマリで表示している動画画像をセカンダリにフルスクリーン出力する。           | 対象となる動画はDVDに限定しない。 |

### 制限事項
- P650シリーズはDual Headまでの対応となる。
- ParheliaシリーズにおいてはPOST画面をTV出力することはできない。
- 3画面によるマルチディスプレイ時には、3画面を単一のデスクトップとして使用するストレッチモードしか利用できない。

## 主な仕様
|              | インターフェース       | メモリ       | メモリ         | メモリ          | テクスチャ ユニット数 | シェーダー数 | シェーダー数 | 製造 プロセス (nm) | 代表製品                      | 備考                        |
| 搭載         | インターフェース       | バス幅 (bit) | 最大 容量 (MB) | ピクセル (v1.3) | テクスチャ ユニット数 | 頂点         |              | 製造 プロセス (nm) | 代表製品                      | 備考                        |
| ------------ | ---------------------- | ------------ | -------------- | --------------- | --------------------- | ------------ | ------------ | ------------------ | ----------------------------- | --------------------------- |
| Parhelia-512 | AGP4x or 8x            | DDR- SGRAM   | 256            | 256             | 4                     | 4            | 4 (v2.0)     | 150                | Parhelia                      | PCI版はブリッジチップで対応 |
| Parhelia-LX  | AGP8x or PCIe1x or 16x | DDR- SGRAM   | 128            | 128             | 2                     | 2            | 2 (v1.1)     | 130                | Millennium P650 Parhelia APVe | PCI版はブリッジチップで対応 |